# Salix viridifolia
Salix viridifolia är en videväxtart som beskrevs av T.E. Díaz Gonzalez och A. Penas. Salix viridifolia ingår i släktet viden, och familjen videväxter. Inga underarter finns listade i Catalogue of Life.